# Lagtävlingen i fälttävlan i ridsport vid olympiska sommarspelen 1972
Lagtävlingen i fälttävlan i ridsport vid olympiska sommarspelen 1972 var en av sex ridsportgrenar som avgjordes under de olympiska sommarspelen 1972. 

## Medaljörer
| Event | Guld                                                                         | Silver                                                       | Brons                                                                 |
| Lag   | Storbritannien Richard Meade Mary Gordon-Watson Bridget Parker Mark Phillips | USA Kevin Freeman Bruce Davidson Michael Plumb James Wofford | Västtyskland Harry Klugmann Ludwig Gössing Karl Schultz Horst Karsten |

## Resultat
| Nation         | Poäng   | Placering |
| -------------- | ------- | --------- |
| Storbritannien | 95,53   | 1         |
| USA            | 10,81   | 2         |
| Västtyskland   | -18,00  | 3         |
| Australien     | -27,86  | 4         |
| Östtyskland    | -127,93 | 5         |
| Schweiz        | -156,43 | 6         |
| Sovjetunionen  | -190,06 | 7         |
| Italien        | -203,58 | 8         |
| Irland         | -219,41 | 9         |
| Polen          | -281,60 | 10        |
| Frankrike      | -338,56 | 11        |
| Österrike      | -485,60 | 12        |
| Bulgarien      | DNF     | -         |
| Ungern         | DNF     | -         |
| Mexiko         | DNF     | -         |
| Nederländerna  | DNF     | -         |
| Argentina      | DNF     | -         |
| Kanada         | DNF     | -         |